# Paraná-bekken

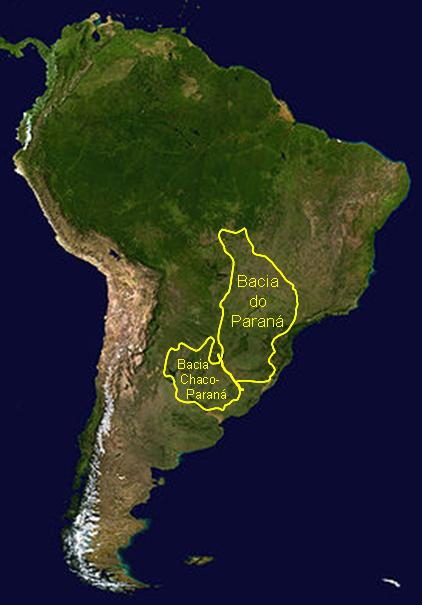
De locatie van het Paraná-bekken

Het Paraná-bekken is een bekken in Zuid-Amerika. Het ligt voor driekwart in het zuidoosten van Brazilië en strekt zich uit tot in het oosten van Paraguay, het noorden van Uruguay en het noordoosten van Argentinië. Het Paraná-bekken omvat sedimenten van het Ordovicium tot het Laat-Krijt (460-65 Ma) en een groot aantal fossielen is gevonden in het gebied. Het bekendste onderdeel van het Paraná-bekken is de Rosário do Sul-groep, een serie rotsformaties uit het Trias waarin fossielen zijn gevonden van onder meer dinosauriërs. De Mangrullo-formatie in Uruguay is de oudst bekende Lagerstätte van Zuid-Amerika. Uit het Midden- en Laat-Perm stamt de Braziliaanse Rio do Rasto-formatie. 